# Pražský komorní orchestr
PKO - Pražský komorní orchestr, zkráceně PKO, (anglicky PKO - Prague Chamber Orchestra) je velké komorní hudební těleso, které vychází z typu orchestru období vídeňského klasicismu.

## Historie
Právě iniciativa hudebníků coby interpretačních individualit psala historii PKO již od jeho zrodu v roce 1951, kdy z podnětu hráčů prvních pultů Symfonického orchestru Československého rozhlasu v Praze (Václav Stoupa - violoncello, František Hertl - kontrabas a Vladimír Hanousek - housle) vzniklo třicetičlenné těleso, jež by adekvátnějším způsobem odpovídalo novým dramaturgickým představám soustředěným tehdy zejména na interpretaci starší české hudby, jak již dokládá zcela první nahrávka PKO z října 1951, Orchestrální kvartet Karla Stamice. Hned příštího roku se orchestr svou účastí na prestižním festivalu Pražské jaro zařadil mezi naše nejžádanější soubory, k čemuž přispíval též čím dál zřetelnější ústup od plného orchestrálního obsazení při interpretaci starší hudební literatury. První zájezd PKO absolvoval na podzim 1956 do rakouského Lince, o rok později již zahrál 31 koncertů na prvním turné v Itálii a první zámořské turné nasměrovalo orchestr v roce 1959 do Jižní Ameriky (Venezuela, Kolumbie, Chile, Argentina a Brazílie).
Rostoucí závazky tělesa čím dál víc kolidovaly s požadavky angažmá v rozhlasovém orchestru, což roku 1965 logicky vyústilo v osamostatnění PKO. Po pádu komunistického režimu pak hráči v roce 1991 vzali provoz orchestru do svých rukou prostřednictvím podniku PKO - agentura, spol. s r. o.

## Hra bez dirigenta
Mezi českými orchestry má PKO zcela výsadní postavení a i ve světě se obdobná tělesa vyskytují jen velmi zřídka. Hra bez dirigenta představuje především zcela odlišnou kvalitu orchestrální sounáležitosti, kdy se každý hráč vztahuje ne k dirigentově taktovce, ale tělesu jako celku, a protože jsou všichni v roli interpretů hudby komorní, figuruje toto slovo v názvu orchestru naprosto oprávněně i přes rozsáhlejší nástrojové obsazení, jež vychází z praxe vrcholného klasicismu, tj. konce 18. století, a tvoří ho vícenásobně obsazený smyčcový čtyřhlas (11 houslí, 4 violy, 4 violoncella a 2 kontrabasy) doplněný zdvojeným dechovým sextetem (flétny, hoboje, klarinety, fagoty, lesní rohy, trubky) a tympány.
Hrát s PKO je pro mnoho sólistů lákavou příležitostí vyzkoušet si kromě interpretace vlastního partu i řízení orchestru. Tento způsob práce, v minulosti zcela běžný, však není vlastní každému sólovému hráči, a tehdy se úlohy koordinátora orchestru ujímá koncertní mistr. V PKO má klíčový význam jako umělecký vedoucí, který dává hře celého ansámblu definitivní podobu a jeho výběru proto všichni v orchestru přisuzují opravdu mimořádnou důležitost. V současné době PKO vede koncertní mistr Radim Kresta, člen Klavírního kvarteta Josefa Suka.

## Zahraniční hostování
Plné čtyři pětiny všech svých vystoupení orchestr uskutečňuje na zahraničních koncertních pódiích. Vedle častých zájezdů po Evropě a účastí na hudebních slavnostech v Biarritzu či na Rheingau Festival nebo Mozartfest Würzburg podniká rovněž rozsáhlá turné po celé Evropě, Asii i v zámoří. Ke konci roku 2013 orchestr eviduje přes 2 200 zahraničních koncertů. Mezi nejčastěji navštěvované destinace patří Německo (105x), Rakousko (57x), Itálie (49x), Švýcarsko (28x). Orchestr se představil i ve velmi exotických destinacích jako např. Brunej, Ekvádor, Mongolsko, Sýrie, Uruguay a Vietnam. Nejčastěji dosud slyšelo publikum orchestr na koncertech v USA (630x), Německu (345x), Itálii (297x), Rakousku (135x) a Španělsku (126x). Náročnost koncertních turné vystihuje nejdelší absolvovaný zájezd kolem USA v roce 1977, kdy orchestr odehrál během třech měsíců 70 koncertů.

## Repertoár
Repertoárové možnosti tohoto uskupení se tedy otevírají především v hudbě klasicismu (Haydn, Mozart, rané skladby Beethovenovy), zasahují však i do epochy vrcholného baroka (Bach, Händel, Vivaldi). Odpovídající nástrojové obsazení se ovšem vyskytuje rovněž v dílech raného romantismu (Mendelssohn, Schubert) a velmi často také v hudbě 20. století (Britten, Honegger, Prokofjev, Stravinskij).
Zcela samostatnou kapitolu tvoří pochopitelně hudba starých českých mistrů představovaná takovými jmény či rody, jako jsou Michna, Zelenka, Stamic, Benda, Dušek, Mysliveček, Vaňhal, Koželuh, Vranický, Rejcha, Jírovec, Voříšek a další. Značnou pozornost věnuje PKO samozřejmě hudbě Antonína Dvořáka, Leoše Janáčka a Bohuslava Martinů, hraje ale i řadu soudobých autorů, z nichž mnozí píší orchestru přímo na tělo.

## Nahrávání
Za padesát let své existence orchestr nahrál bezpočet titulů pro Supraphon, Denon, BMG, Decca, Telarc i další značky a v jeho rozsáhlé diskografii nechybí ani řada významných ocenění, jako je Zlatá deska Supraphonu (1987) za milion prodaných nahrávek, Wiener Flötenuhr (1974) za nahrávky Mozartových houslových koncertů s Josefem Sukem a Liborem Hlaváčkem či Grand Prix du Disque od Académie Charles Cros (1982) nahrávka Concertina pro klavír a orchestr Arthura Honeggera v interpretaci Borise Krajného a Pražského komorního orchestru řízeného Stanislavem Macurou.

## Spolupracující sólisté
Dlouhý seznam sólistů, s nimiž měl orchestr tu čest hrát, zahrnuje tak zvučná jména jako Emil Gilels, Paul Badura-Skoda, Arturo Benedetti Michelangeli, Rudolf Buchbinder, Salvatore Accardo, Henryk Szeryng, Maxim Vengerov, Vadim Repin, Mischa Majsky, Jessye Norman, Barbara Hendricks, Heinrich Schiff, Uto Ughi, Boris Pergamenščikov, Stefan Vladar nebo Beaux Arts Trio. Z českých špičkových interpretů to jsou například Josef Suk mladší, Zuzana Růžičková, Ivan Moravec, Boris Krajný, Zdeněk Tylšar, Václav Hudeček, Michal Kaňka, Radek Baborák nebo Pavel Šporcl. PKO je rovněž oprávněně pyšný na velmi plodnou spolupráci s vycházejícími hvězdami koncertního nebe, jako jsou violoncellistka Monika Leskovar, houslistka Mirijam Contzen, klarinetista Paul Meyer, či trumpetisté Sergej Nakarjakov a Gábor Boldoczki.

## Spolupracující dirigenti
V této souvislosti je třeba připomenout, že zejména v nahrávacím studiu se PKO bez ohledu na svůj název i převažující způsob interpretace hudební literatury rozhodně nevyhýbá ani práci pod taktovkou dirigenta, jak dokazuje neobyčejně úspěšná spolupráce s Václavem Neumannem a Gerdem Albrechtem či dlouhodobý projekt kompletní nahrávky Mozartových symfonií pod vedením Sira Charlese Mackerrase.